# Projekt 22220
Projekt 22220 (jinak též třída LK-60Ja) je třída jaderných ledoborců stavěných pro korporaci Rosatom. Celkem bylo objednáno sedm jednotek této třídy. Jejich dodání bylo plánováno na roky 2019–2030. Prototypová jednotka Arktida do služby vstoupila roku 2020. Jsou to největší a nejsilnější postavené ledoborce na světě. Jejich provozovatelem je dceřiná společnost Rosatomu Atomflot. Do konce roku 2024 byly dokončeny první čtyři jednotky.

## Stavba
Konstrukci plavidel navrhla ruská společnost CKB Ajsberg. Všechny tři ledoborce této třídy staví loděnice Baltinskij zavod (součást koncernu Objediňonnaja sudostroitelnaja korporacija) v Petrohradu. Celková cena projektu je odhadována na 122 miliard rublů (cca 1,9 miliardy amerických dolarů).
Reaktory RITM-200, navržené konstrukční kanceláří OKBM Afrikantov, vyrábí ZIO-Podolsk (součást koncernu Rosatom). Slavnostní první řezání oceli na nová plavidla proběhlo v listopadu 2012 a kýl prototypové jednotky Arktika byl založen o rok později. V září 2016 byla dokončena instalace reaktorů. Jejich dodání bylo původně plánováno na roky 2017–2020. Později byl termín posunut na roky 2019–2022. Prototypový ledoborec Arktika v prosinci 2019 zahájil zkoušky. Do služby byl přijat 21. října 2020.
Jednotky projektu 22220:
| Jméno      | Založení kýlu     | Spuštěna           | Vstup do služby      | Status    |
| ---------- | ----------------- | ------------------ | -------------------- | --------- |
| Arktika    | 5. listopadu 2013 | 24. prosince 2015  | 21. října 2020       | aktivní   |
| Sibir      | 26. května 2015   | 22. září 2017      | 25. ledna 2022       | aktivní   |
| Ural       | 25. července 2016 | 25. května 2019    | 22. listopadu 2022   | aktivní   |
| Jakutia    | 26. května 2020   | 22. listopadu 2022 | 28. prosince 2024    | aktivní   |
| Čukotka    | 16. prosince 2020 | 6. listopadu 2024  | prosinec 2026 (plán) | ve stavbě |
| Leningrad  | 26. ledna 2024    |                    |                      | ve stavbě |
| Stalingrad |                   |                    |                      | objednána |

## Konstrukce

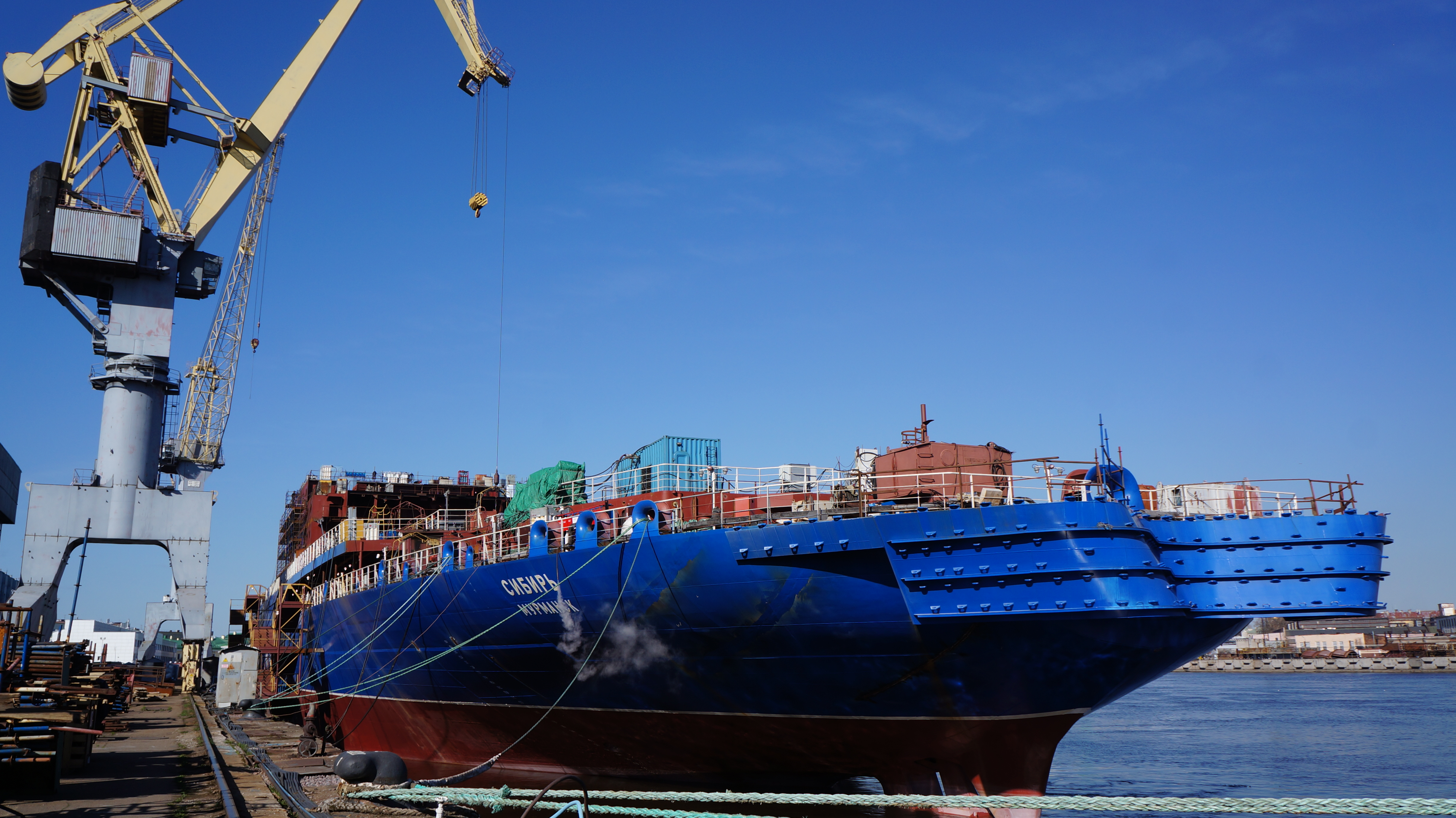
Rozestavěný ledoborec Sibir

Díky měnitelné hloubce ponoru budou moci operovat jak na otevřeném moři, tak v ústí řek. Plavidla budou pohánět dva tlakovodní reaktory RITM-200, každý o tepelném výkonu 175 MW a elektrickém výkonu 60 MW. Ledoborce budou schopny prorážet led silný až 3 metry. Nejvyšší rychlost dosahuje 22 uzlů.